# Der kleine Ausreißer
Der kleine Ausreißer ist ein US-amerikanisches Filmdrama, inszeniert im Jahr 1953. Das Drehbuch basiert auf einer Erzählung des Co-Regisseurs Ray Ashley. In Deutschland wurde der Film erstmals am 20. Mai 1960 in den Kinos gezeigt.

## Handlung
Joey Norton lebt mit seiner Mutter und seinem 11-jährigen Bruder Lennie in Brooklyn. Da die Mutter arbeiten muss, beauftragt sie Lennie, auf seinen Bruder aufzupassen. Lennie und seine Freunde Charley und Harry spielen auf der Straße Baseball. Joey will mitmachen, doch er wird nicht angenommen. Die Mutter bekommt einen Anruf, dass ihre Mutter krank sei. Sie muss über Nacht dorthin um sie zu pflegen und ihre Söhne alleine lassen. Lennies Vorhaben, am nächsten Tag eine Kirmes auf Coney Island zu besuchen, platzt deswegen, weil er auf Joey aufpassen muss. Lennie spielt mit Joey Verstecken, doch das macht er nur, damit er sich wegschleichen kann.
Lenny, Charly und Harry lesen Comics und denken darüber nach, wie sie den kleinen Joey loswerden können. Lennie nimmt Joey mit zu einem Feld. Harry zeigt den Jungs dort das Gewehr seines Vaters. Er gibt vor, die Waffe sei scharf und lässt sie Joey halten. Unbemerkt zeigt sie in Lennies Richtung, der sich vorher mit Ketchup versorgt hat. Ein Schuss löst sich, Lennie wälzt sich auf dem Boden. Harry sagt dem entsetzten Joey, die Polizei würde nun nach ihm suchen, er müsse sich verstecken. Joey rennt nach Hause, nimmt sich das Geld, das die Mutter hinterlassen hat, damit sich ihre Söhne Essen kaufen können, und schnappt sich sein Spielzeuggewehr. Dann läuft er davon.
Joey erreicht die Kirmes auf Coney Island und vergnügt sich auf einem Karussell. Als ein Lied ertönt, das Lennie früher am Tag auf seiner Harmonika gespielt hat, erinnert sich Joey an das Vorkommnis. Joey versucht das zu verdrängen und besucht weiter die Attraktionen der Kirmes. Als ihm das Geld ausgeht, geht er zum Strand. Dort begegnet er einem Jungen namens Hank, der dort Pfandflaschen sucht. Joey unternimmt das Gleiche und verdient damit 25 Cent. Damit geht er zurück zur Kirmes zum Ponyreitstand, der von Jay geführt wird. Jay bringt Joey das Reiten bei und erzählt ihm Geschichten. Wieder geht Joey zum Strand und sammelt Flaschen, damit er weiter bei Jay sein kann. Jay mag den Jungen und erlaubt ihm, kostenlos das größte Pony zu reiten. Als Jay ihn fragt, ob er Freunde am Strand hat, läuft Joey weg.
Joey legt sich unter ein Pier und schläft ein. Am nächsten Morgen sind der Strand und die Kirmes menschenleer. Am Ponystand trifft er wieder auf Jay, der ihn einzustellen verspricht, wenn Joey ihm Name und Adresse sagt. Jay ruft in der Wohnung an und erreicht den besorgten Lennie. Als Joey sieht, wie Jay mit einem Polizisten spricht, rennt er wieder davon. Lennie kommt zur Kirmes und bringt Flugblätter an, auf dem steht, dass Joey zu dem Stand kommen soll, an dem Fallschirmsprünge simuliert werden. Lennie geht zu dem Stand und will selber einen Sprung machen. Er wird nach oben befördert, wobei er Joey mit einem Ballon sieht. Nach dem Sprung sucht Lennie seinen Bruder in der Menge. Er sieht den Ballon und folgt ihm, ist dann enttäuscht, als der Ballon in den Himmel steigt.
Am Abend kommt ein Unwetter mit heftigen Böen und starkem Regen auf. Der Strand leert sich. Nach dem Unwetter findet Lennie seinen Bruder, der gerade wieder Flaschen sammelt. Er erzählt Joey, dass sein Tod ein Scherz gewesen sei und bringt ihn nach Hause. Sie kommen kurz vor ihrer Mutter an, der sie nichts erzählen. Die Mutter ist froh, dass ihre Jungs sicher zu Hause sind und verspricht ihnen, mit ihnen am nächsten Wochenende die Kirmes auf Coney Island zu besuchen, was beide zum Grinsen bringt.

## Kritiken
„Ein dokumentarisch angehauchter Außenseiterfilm, der durch seine eigenwillige Bildkunst und eine erstaunlich wahrhaftige Studie der kindlichen Mentalität auffällt.“

## Auszeichnungen
Filmfestspiele von Venedig 1953
- Silberner Löwe für Ray Ashley, Morris Engel und Ruth Orkin

Oscarverleihung 1954
- Nominierung in der Kategorie Beste Originalgeschichte für Ray Ashley, Morris Engel und Ruth Orkin

Writers Guild of America 1954
- Nominierung für den WGA-Award für das beste amerikanische Drama

Weitere Ehrungen
- 1954: Nastro d’Argento des Sindacato Nazionale Giornalisti Cinematografici Italiani für den besten ausländischen Film
- 1997: Aufnahme ins National Film Registry des National Film Preservation Board

## Hintergrund
Der Film, für den eine eigene Produktionsgesellschaft (Little Fugitive Production Company) gegründet wurde, hatte ein Budget von 30.000 US-Dollar.
Morris Engel, Ehemann von Ruth Orkin, war im Zweiten Weltkrieg Kameramann im US Army Signal Corps. Mit seiner Frau machte Engel noch einen weiteren Film (Lovers and Lollipops, 1956).
Die Darsteller des Films waren unbekannte Laienschauspieler. Nur Will Lee schaffte eine Karriere beim Film. Er wurde bekannt als Mr. Hooper (in der deutschen Synchronisation Herr Huber) in der amerikanischen Version der Kindersendung Sesamstraße.
2006 inszenierte Joanna Lipper ein Remake des Films unter dem gleichen Originaltitel. In Deutschland kam das Remake bisher nicht heraus.